# Saison 1 de Haven
Chronologie
Saison 2
Cet article présente les treize épisodes de la première saison de la série télévisée américano-canadienne Haven.

## Synopsis
L'astucieuse agent du FBI Audrey Parker est ouverte aux possibilités d'une réalité paranormale, dû à son passé perdu. Quand elle arrive dans la petite ville de Haven, dans le Maine, pour une affaire de routine, elle se retrouve rapidement mêlée au retour des « phénomènes ». De nombreux phénomènes surnaturels affectent la ville comme autrefois. De plus, elle trouve une coupure de presse qui peut peut-être la relier à cette ville et à la mère qu'elle n'a jamais connue.

## Distribution

### Acteurs principaux
- Emily Rose (VF : Laura Blanc) : Audrey Parker (13 épisodes)
- Lucas Bryant (VF : Jean-Alain Velardo) : Nathan Wuornos (13 épisodes)
- Eric Balfour (VF : Jérémy Bardeau) : Duke Crocker (11 épisodes)
- Nicholas Campbell (VF : Achille Orsoni) : chef Garland Wuornos (9 épisodes)

### Acteurs récurrents
- Richard Donat (en) (VF : Thierry Murzeau) : Vince Teagues
- John Dunsworth (VF : Jean-Pierre Becker) : Dave Teagues
- Mary-Colin Chisholm (en) (VF : Sylvie Genty) : Eleanor Carr
- Stephen McHattie (VF : Marc Alfos) : le révérend Ed Driscoll
- Maurice Dean Wint (VF : Jean-Louis Faure) : agent spécial du FBI Howard
- Michelle Monteith : Julia Carr
- Anne Caillon : Jess Minnion

### Invités
- Patrick Garrow (VF : Jérôme Keen) : Conrad Brower (épisode 1)
- Daniel Lillford (VF : Michel Voletti) : Otis (épisode 2)
- Sebastian Pigott (VF : Donald Reignoux) : Bill (épisode 4)

## Production

### Tournage
Le tournage a débuté le 20 avril 2010 à Halifax, en Nouvelle-Écosse, au Canada.

### Diffusions
La diffusion francophone s'est déroulée ainsi :
- En France, depuis le 26 octobre 2010 sur Syfy France[2] et rediffusée depuis le 5 novembre 2011 sur NT1 sous le titre Les Mystères de Haven[3].
- Au Québec, depuis le 9 juin 2011 sur AddikTV[4] sous son titre original.
- En Belgique et en Suisse, la série est encore inédite.

## Liste des épisodes

### Épisode 1:Bienvenue à Haven
- États-Unis : 9 juillet 2010 sur Syfy[5]
- Canada : 12 juillet 2010 sur Showcase
- France : 
  - 26 octobre 2010 sur Syfy France
  - 5 novembre 2011 sur NT1
- Québec : 9 juin 2011 sur AddikTV

- États-Unis : 2,34 millions de téléspectateurs[6] (première diffusion)

- Nicole de Boer (Marion Caldwell)

### Épisode 2:Papillon
- États-Unis : 16 juillet 2010 sur Syfy
- Canada : 19 juillet 2010 sur Showcase
- France : 
  - 26 octobre 2010 sur Syfy France
  - 5 novembre 2011 sur NT1
- Québec : 16 juin 2011 sur AddikTV

- États-Unis : 2,09 millions de téléspectateurs[7] (première diffusion)

### Épisode 3:Harmonie
- États-Unis : 23 juillet 2010 sur Syfy
- Canada : 26 juillet 2010 sur Showcase
- France : 
  - 26 octobre 2010 sur Syfy France
  - 5 novembre 2011 sur NT1
- Québec : 23 juin 2011 sur AddikTV

- États-Unis : 1,84 million de téléspectateurs[8] (première diffusion)

À l'hôpital psychiatrique dit « Freddy » de Haven, le médecin responsable de celui-ci est d'une soudaine colère et fait preuve d'une force extraordinaire. À ce moment-là, trois patients s'échappent de l'asile "guéris" de leurs maladies. Une scène du même genre a lieu en ville, cette fois Nathan est pris de la même furie que le docteur.
Tous les incidents ont lieu quand une patiente, ancienne joueuse de musique, et son mari sont là.

### Épisode 4:L'Épidémie
- États-Unis : 30 juillet 2010 sur Syfy
- Canada : 2 août 2010 sur Showcase
- France : 
  - 2 novembre 2010 sur Syfy France
  - 12 novembre 2011 sur NT1
- Québec : 30 juin 2011 sur AddikTV

- États-Unis : 2,13 millions de téléspectateurs[9] (première diffusion)

Au marché de Haven, la plupart des produits vendus pourrissent instantanément et en même temps. 

### Épisode 5:La Chaîne et le Boulet
- États-Unis : 6 août 2010 sur Syfy
- Canada : 9 août 2010 sur Showcase
- France : 
  - 2 novembre 2010 sur Syfy France
  - 12 novembre 2011 sur NT1
- Québec : 7 juillet 2011 sur AddikTV

- États-Unis : 1,88 million de téléspectateurs[10] (première diffusion)

### Épisode 6:Fourrures
- États-Unis : 13 août 2010 sur Syfy
- Canada : 16 août 2010 sur Showcase
- France : 
  - 9 novembre 2010 sur Syfy France
  - 19 novembre 2011 sur NT1
- Québec : 14 juillet 2011 sur AddikTV

- États-Unis : 2 millions de téléspectateurs[11] (première diffusion)

### Épisode 7:Portrait d'un assassin
- États-Unis : 20 août 2010 sur Syfy
- Canada : 23 août 2010 sur Showcase
- France : 
  - 9 novembre 2010 sur Syfy France
  - 19 novembre 2011 sur NT1
- Québec : 21 juillet 2011 sur AddikTV

- États-Unis : 1,89 million de téléspectateurs[12] (première diffusion)

### Épisode 8:L'ombre qui tue
- États-Unis : 27 août 2010 sur Syfy
- Canada : 30 août 2010 sur Showcase
- France : 
  - 16 novembre 2010 sur Syfy France
  - 26 novembre 2011 sur NT1
- Québec : 28 juillet 2011 sur AddikTV

- États-Unis : 1,97 million de téléspectateurs[13] (première diffusion)

Dans les premières scènes, un infirmier du centre médical se fait tabasser puis poignarder mais pas par un humain mais une ombre... A ce même hôpital, des familles essayant de faire leur deuil disent que leurs parents ou amis sont morts du au Spectre Noir.

### Épisode 9:Le Caméléon
- États-Unis : 10 septembre 2010 sur Syfy
- Canada : 13 septembre 2010 sur Showcase
- France : 
  - 16 novembre 2010 sur Syfy France
  - 26 novembre 2011 sur NT1
- Québec : 4 août 2011 sur AddikTV

- États-Unis : 1,76 million de téléspectateurs[14] (première diffusion)

Lors de son anniversaire surprise dans un hôtel au large de Haven, Audrey découvre le nom de famille de sa mère et a confirmation de son prénom. 
Le propriétaire laisse sa peau derrière lui. Cela fait de lui un caméléon, un monstre qui tue et s’empare de l'apparence de sa victime. Cette peau laisse croire que l'un des participants à la fête est mort.

### Épisode 10:La main qui tue
- États-Unis : 17 septembre 2010 sur Syfy
- Canada : 20 septembre 2010 sur Showcase
- France : 
  - 30 novembre 2010 sur Syfy France
  - 10 décembre 2011 sur NT1
- Québec : 11 août 2011 sur AddikTV

- États-Unis : 1,59 million de téléspectateurs[15] (première diffusion)

### Épisode 11:Le Procès d'Audrey Parker
- États-Unis : 24 septembre 2010 sur Syfy
- Canada : 27 septembre 2010 sur Showcase
- France : 
  - 30 novembre 2010 sur Syfy France
  - 10 décembre 2011 sur NT1
- Québec : 18 août 2011 sur AddikTV

- États-Unis : 1,41 million de téléspectateurs[16] (première diffusion)

Ce soir-là, Audrey, Duke, la fille de l'ancienne médecin légiste ainsi que deux hommes jouent au poker sur le bateau du contrebandier. Le boss d'Audrey lui rend visite sur celui-ci mais tout tourne mal. 

### Épisode 12:Bis repetita
- États-Unis : 1er octobre 2010 sur Syfy
- Canada : 4 octobre 2010 sur Showcase
- France : 
  - 7 décembre 2010 sur Syfy France
  - 17 décembre 2011 sur NT1
- Québec : 25 août 2011 sur AddikTV

- États-Unis : 1,44 million de téléspectateurs[17] (première diffusion)

### Épisode 13:La Spirale
- États-Unis : 8 octobre 2010 sur Syfy
- Canada : 11 octobre 2010 sur Showcase
- France : 
  - 7 décembre 2010 sur Syfy France
  - 17 décembre 2011 sur NT1
- Québec : 1er septembre 2011 sur AddikTV

- États-Unis : 1,7 million de téléspectateurs[18] (première diffusion)